# ストリンジェンド (漫画)
『ストリンジェンド』は、ティーアイネットから発売された世徒ゆうきによる成人向け漫画作品。及び、それを原作としてピンクパイナップルから発売されたアダルトアニメ作品。成人向け漫画としては異例の売れ行きを見せたことで知られる。キャッチコピーは「わたしたちがあなたの全てを受け止めてあ・げ・る」。

## 概要
全体の流れやポイントとしては以下の通り。
- 主に高等学校を舞台にしている（アニメ版では外出先での性行為が多い）。
- 女性から積極的に男性にHを迫ってくるシチュエーションが多い（漫画版では宮沢さん、アニメ版では宮沢さんと霧島さんがそれぞれ例外）。
- 女性は特定の男性とHしており、他の男性としている描写がほとんどない（渋谷さんは例外。アニメ版に限っていえば琴葉も涼と遠藤の二人と関係を持っている）。
- 顔射や口内射精や精飲などのフェラチオの描写が濃厚。

## 登場人物
女性陣のバストカップは原作者のツイッター参照。

### 男性
智久
男子学生の二年生。本名は北沢智久。
瑞穂先輩から誘われ、Hする仲になっている。
遠藤
男子学生。クラスは2年A組。自分のルックスに自信を持ってはいない。
三倉さんのことばかり考え、その三倉さんから誘われ、念願かなってHする仲になっている。
アニメ版では智久と親友であり、三倉さん以外にも、（他ならぬ三倉さんの手により）琴葉とも（目隠しをさせられて自覚がないまま）Hしている。
神田
男子学生。
宮沢さんに興味を持っており、女子ロッカー室に忍び込んで宮沢さんの下着を嗅いでいたが、戻ってきた宮沢さんに見つかりそうになり、ロッカーに入ることになるものの、結局は見つかってしまう。しかし、ロッカー内に宮沢さんを強引に連れ込んで、強引に関係を結び、宮沢さんとHする仲になっている。
土屋
男子学生。小太り。
霧島さんが媚薬を飲んで発情した際に、彼女の目の前にいたことで霧島さんから誘われる形（アニメ版では媚薬を飲んでいた浅岡先生に仕切られる形）でHをし、霧島さんとHな仲になった。
漫画『アッチェレランド』で続編として9話目「トミジュウ バブル崩壊」がある。
田辺
男子学生。渋谷さんから誘われ、Hする仲になっている。
丸木
男子学生。渋谷さんとHする仲になっている。
図書室受付の男子
男子学生。宮沢さんに誘われてHさせられた。
小野
男子学生。アニメオリジナルキャラクター。
宮沢さんが神田を窓から落とすのを目撃し、口封じのために宮沢さんとHする関係になっている。
涼
琴葉の弟（アニメでは血のつながっていない義弟だが、原作では不明）。
爆乳である姉（の胸）に惚れており、巴いわく、琴葉の爆乳でパイズリされることを想像して毎日オナニーしている。原作やアニメでも一話限りの登場であるなど、名前のある人物では全登場人物の中で一番登場回数が少ない人物。
【漫画版】
台詞が極めて少なく細部まで描かれなかった。
【テレビアニメ版】
アニメでは台詞が多く追加され、（ほとんどの登場人物に言えるが）原作に比べて設定や描写も多く追加されている。アニメでは琴葉に生意気な態度を取ることもあったが、惚れているだけに、言うほど強気になれていないなど不器用な一面がある。巴によってパイズリを強制された琴葉の胸に耐えられず自ら腰を振って射精、父親の帰宅による驚愕で締まった琴葉の膣に耐えられず射精など、短時間で4回も射精をするなど男性キャラクターの中でも屈指の絶倫を誇る。

### 瑞穂先輩
三年の女子学生。本名は志野瑞穂。美しい美貌と妖艶さを持ち、多くの男子学生の憧れの的。髪型はショートヘア。智久に積極的にアプローチして授業を抜け出しては女子トイレでHする仲になっている。周囲に人がいる中で、意中の人間にフェラをして最後まで気づかれずにやり遂げるなど、巧妙な手際を持っている。本人曰く、喉が性感帯で喉を刺激してくれるという理由でフェラを好む。ヒロインたちの中でも特に精液を好む。勉強を教えるのが好きで、よく下級生にも勉強を教えている。バストカップはD。
アニメ版では帰国子女という設定。
出演
- 「プロローグ」（スDVD第1巻）
- 「危険な勉強会」（ス単行本第1話・ス&アDVD第1巻）
- 「MRJ みずほんち」（ス単行本第1話・ス&アDVD第1巻）
- 「女子トイレの中で」（ス単行本第2話・スDVD第1巻）
- 「智久の一大決心! 」（ス単行本第3話・スDVD第1巻）
- 「序章」（ス&アDVD第3巻）
- 「プロローグ」（ス単行本第1話・ス&アDVD第3巻）
- 「屋上でそんなことを…」（ス単行本第12話・ス&アDVD第2巻）
- 「トミジュウ バブル崩壊」（ス単行本第13話・ス&アDVD第2巻）
- 「気持ちよかった?」（スDVD第4巻）
- 「初めての水中プレイ!!」（スDVD第5巻）
- 「ドキドキ!! 脱出劇」（レ単行本第5話・スDVD第6巻）
- 「幸福な入院生活」（スDVD第9巻）
- 「家出娘・瑞穂」（スDVD第11巻）
- 「続・家出娘」（スDVD第12巻）
- 「あるいはもののけ―瑞穂―」（レ単行本第1話）

### 三倉さん
クラスで飛びぬけてかわいい二年の女子学生。クラスは2年A組。学校では非常階段でのエッチを好む。性に関しては奔放だが、周囲に痴態をさらしたくないという考えは持っており、それを見られた際には、下記のように高圧的に口止めをした。遠藤に積極的にアプローチしてHする仲になっており、互いに授業をさぼりながらセックスに励んでいる。冷静な小悪魔の印象を持つが、先生に情事がバレそうになったときには感情的かつ威圧的に口止めを要求するなど、実際はキャラであり、本当は人並みの感情を持っている。バストカップはC。アニメ版では同姓の琴葉を愛撫でいかせるレズビアンの一面も見せた。
出演
- 「プロローグ」（スDVD第1巻）
- 「飛ばしすぎた遠藤君」（ス単行本第6話・スDVD第1巻）
- 「トミジュウ バブル崩壊」（ス&アDVD第2巻）
- 「ベッドのぬくもり」（レ単行本第7話・ス&アDVD第2巻）
- 「琴葉の初体験!」（スDVD第4巻）
- 「プールでしたくない?」（スDVD第7巻）
- 「三倉さんと宿泊温泉旅行」（スDVD第9巻）
- 「温泉旅行のだ・い・ご・み」（スDVD第10巻）
- 「淫猥な写真撮影」（スDVD第12巻）
- 「特別サービス」（レDVD第1巻）
- 「あるいはもののけ―三倉―」（レ単行本第11話）

### 宮沢さん
女子学生。本名は宮沢亜美。バレー部所属。最初の頃は女子ロッカーに忍び込んでいた神田にロッカー室に閉じ込められる中で無理やりHさせられる。それ以降も無理やりHさせられている。漫画版では神田とのHを気持ち悪いと表現している。業を煮やしたことで神田を窓から落としたが、アニメ版ではそれを小野に目撃されており、口封じのためにHする仲になっているが、あわよくば、小野に罪を被ってもらおうと企てる悪女の面も見せた。バストカップはB。
アニメ版では親友の姫ちゃんが神田に恋をしていたを理由に、神田との肉体関係を拒絶しようとしていた。
出演
- 「智久、遠藤は勝ち組」（DVD第2巻）
- 「姫ちゃんのチリソーダ」（ス単行本第4話・スDVD第2巻）
- 「姫ちゃんのウマナヨ」（ス単行本第5話・スDVD第2巻）
- 「図書館」（スDVD第3巻）
- 「羞恥バレー」（スDVD第3巻）
- 「気持ちいい身代わり」（スDVD第5巻）
- 「鳥の側に……」（スDVD第6巻）
- 「あるいはもののけ―リマ―」（レ単行本第12話）

### 霧島さん
女子学生。性に積極的で毎日オナニーはしているけど、セックス経験がない処女。最初の頃は知らない内に媚薬を飲んで発情してしまい、土屋とHをすることになった（漫画版では目の前の男である土屋に媚薬の力で積極的にアプローチしてHをしたが、アニメ版ではオナニー中に失神して土屋によって保健室に移動した後に、媚薬を飲んだ浅岡先生が霧島さんと土屋の2人を拘束具で口と手を拘束し、浅岡先生に強引に仕切られる中で土屋とHした）。バストカップはB。アニメ版の「トミジュウ」では他のエピソードとは髪の色が違い、母乳が出る体質という設定がある。
出演
- 「トミジュウ」（ス単行本第7話・スDVD第2巻）
- 「トミジュウ バブル崩壊」（ア単行本第9話・ス&アDVD第2巻）
- 「大人の映画館」（スDVD第7巻）
- 「ヌルヌルの海水浴」（スDVD第8巻）
- 「プリクラ撮影会」（レDVD第1巻）
- 「あるいはもののけ―霧島―」（レ単行本第2話）

### 浅岡先生
保健の先生。眼鏡キャラ。漫画版では堅物なイメージで、Hシーンはない（富重先生の妄想を除く）。
アニメ版では普段からHな雰囲気を漂わせている。媚薬を飲んでオナニーをしている最中に土屋が発情した霧島さんを連れてきた際に、土屋に霧島さんとHするように仕向け、自分も霧島さんへのレズ行為を楽しみながら、言葉で土屋に助言して土屋に霧島さんとHさせた。ただし、アニメ版では男とのHシーンはない。
出演
- 「智久、遠藤は勝ち組」（DVD第2巻）
- 「トミジュウ」（単行本第7話・スDVD第2巻）
- 「お仕置き」（スDVD第4巻）

### 渋谷さん
女子学生。丸木と付き合っている。髪型はショートヘア。バストサイズはC。
出演
- 「丸木君の不運」（ス単行本第8話・スDVD第3巻）
- 「メイドさんのエッチご奉仕」（スDVD第8巻）
- 「お届けの品試してみます?」（スDVD第10巻）
- 「ビデオ屋の秘密のサービス」（スDVD第11巻）

### 琴葉
原作では唯一、高校ではない場所を舞台とした番外編のヒロイン。三つ編みの少女であり、作中で一二を争う爆乳の持ち主（作者いわく、Gカップ以上）で母乳も出せる体質。父親の会社を解雇された丸メガネと共謀した巴により、自宅に侵入して、拘束具で手と口を縛られ、生乳を出した状態で、巴に左胸を吸われ、両乳首を摘まれるなどのレズ行為の辱めを受け、弟の涼とセックスをさせられるなどの再三の恥辱を受けてしまう。
【漫画版】
浅岡先生同様、原作では1話限りの登場。不愛想で淡白な性格をしており、台詞も少ない。
【テレビアニメ版】
オリジナルエピソードを含めても登場が2話のみであり、女性の登場人物の中では最も登場回数が少ない。アニメ版では台詞と出番が大幅に追加され、柔和な表情をする美少女として描かれ、先述の原作で淡白な態度をとった場面も、母性的な言い方に変わっているなど心優しい性格になっている。体型もよりグラマラスになり、しなやかな肢体をもった美尻という特徴も追加された。作中ではブラジャーをつけている描写がない。
出演
- 「丸メガネの逆襲」(ストリンジェンド＆アッチェレランド ULTIMATUM ～SERA～ ＃3♪「序章＆終章」)
- 「琴葉の初体験」(ストリンジェンド ～エンジェルたちのプライベートレッスン～ MY BLOW JOBER ACT.4)

### その他
姫ちゃん
女子学生。宮沢さんの親友。筋骨隆々のブスキャラだが、性格はいい。神田と付き合いたいと思っている。宮沢さんと同じバレー部所属。チリソーダという飲み物を好んでいる。変わったトッピングで当人も不味いと感じる不出来の料理をよく作る。
富重先生
学校の化学先生。愛称は「トミジュウ」。牛乳瓶の底のような眼鏡をかけている。研究開発者としては優秀で下心から強力な媚薬や精力剤・痩せ薬を開発するも他人が飲んでしまったり渡す薬を間違えたりして失敗している。
巴
『丸メガネの逆襲』に登場した眼鏡をかけた美女。用意周到で琴葉と涼のことを事前に調べ、涼が琴葉に惚れていること、アニメ版では実の姉弟ではないことを看破するなど情報収集力に長けている。女性ともエッチができるレズビアンであり、琴葉を凌辱した。丸メガネの復讐に協力して琴葉と凉の家に乗り込み二人を捕縛する。手始めに琴葉の乳首を吸い、母乳が出たことを面白がり弄んだ。
バストカップはB。作者の別作品『アッチェレランド』にも登場する。
丸メガネ
琴葉と凉の父親が経営している会社の元社員。会社を解雇されたことを恨み、巴と共に社長の子供である琴葉と凉を辱めるゲームを実行する。車の中で巴にフェラをしてもらっているシーンもあったが、性に貪欲なわけではないようで、美人でスタイルが良いグラマーでもある琴葉の裸を見ても、終始冷静で欲情しなかった。
社長
琴葉と涼の父親。会社の社長であるだけに裕福であり、自宅も豪華であった。何かしらの理由で従業員であった丸メガネを解雇したが、そのことを逆恨みした丸メガネにより、子供である琴葉と涼が「ゲーム」と称した陵辱により辱められることになる。

## アダルトアニメ
2006年からピンクパイナップルによってOVA化されている。原作の登場人物やエピソードに台詞や出番を大幅に追加した形でのアニメオリジナル描写が多いのが特徴。「コアMIX メガ盛り オカズですよ」として"ヌキ"シーンの厳選収録版も全4巻を発売（完全新作音声録り下ろしあり）。世界観を共有している『アッチェレランド』、『ストレッタ』も制作（『アッチェレランド』も参照）。

### スタッフ
- キャラクターデザイン・監督・絵コンテ・作画監督・演出：荒木英樹

### 作品タイトル
ストリンジェンド～エンジェルたちのプライベートレッスン～
- 「MY BLOW JOBER ACT.1」（発売日:2006年1月27日）
- 「MY BLOW JOBER ACT.2」（発売日:2006年4月28日）
- 「MY BLOW JOBER ACT.3」（発売日:2009年10月23日）
- 「MY BLOW JOBER ACT.4」（発売日:2009年12月25日）
- 「MY BLOW JOBER ACT.5」（発売日:2010年5月28日）
- 「MY BLOW JOBER ACT.6」（発売日:2010年8月27日）
- 「MY BLOW JOBER ACT.7」（発売日:2010年12月22日）
- 「MY BLOW JOBER ACT.8」（発売日:2011年3月25日）
- 「MY BLOW JOBER ACT.9」（発売日:2011年6月24日）
- 「MY BLOW JOBER ACT.10」（発売日：2011年9月30日）
- 「MY BLOW JOBER ACT.11」（発売日：2011年12月22日）
- 「MY BLOW JOBER ACT.12」（発売日：2012年4月27日）

ストリンジェンド～エンジェルたちのプライベートレッスン～ コアMIX メガ盛り オカズですよ
- 「Support.1」（発売日：2012年5月25日）
- 「Support.2」（発売日：2012年7月27日）
- 「Support.3」（発売日：2012年11月30日）
- 「Support.4」（発売日：2012年12月21日）

ストリンジェンド&アッチェレランド ULTIMATUM ～SERA～
- #1「シュガートレイン」（発売日:2008年5月23日）
- #2「それぞれの日常」（発売日:2008年8月29日）
- #3「序章&終章」（発売日:2008年10月31日）

ストレッタ～THE ANIMATION
- 「Contents.1」（発売日:2009年5月29日）
- 「Contents.2」（発売日:2009年7月31日）